# مجیدآباد (مرند)
مجیدآباد یکی از روستاهای استان آذربایجان شرقی است که در دهستان بناب بخش مرکزی شهرستان مرند واقع شده‌است.